# Fakulta filozofická Západočeské univerzity
Fakulta filozofická (FF) je jednou z devíti fakult Západočeské univerzity (ZČU) v Plzni. Posláním Fakulty filozofické ZČU je především kvalitně zabezpečovat výuku v akreditovaných studijních programech humanitního, společenskovědního, filologického a historického zaměření a rozvíjet plnohodnotnou badatelskou činnost.
Fakultu filozofickou ZČU v současné době tvoří katedra filozofie, katedra politologie a mezinárodních vztahů, katedra anglického jazyka a literatury, katedra germanistiky a slavistiky, katedra románských jazyků, katedra archeologie, katedra antropologie, katedra blízkovýchodních studií, katedra historických věd a katedra sociologie.

## Historie
Fakulta filozofická (FF) byla založena 10. února 1999 pod názvem Fakulta humanitních studií (FHS). Stala se v pořadí sedmou fakultou Západočeské univerzity v Plzni. Fakulta byla založena návrhem akreditačního spisu předloženého Ivem T. Budilem, který se stal prvním děkanem Fakulty humanitních studií. Fakultu vedl do roku 2005, kdy byla Fakulta humanitních studií přejmenována na Fakultu filozofickou. Od té doby stanuli v čele fakulty další tři děkani. Do roku 2009 vedl fakultu Ladislav Cabada, do roku 2017 Pavel Vařeka, v současné době je fakulta vedena Davidem Šancem.
Mezi první akreditované a tím pádem nejstarší studijní obory fakulty patřila archeologie, sociální a kulturní antropologie a rovněž humanistika, která byla zpočátku vyučována při Fakultě právnické. K humanistice přibyla v průběhu času také teorie a filozofie komunikace. V základním portfoliu fakulty se nacházelo i studium starověkého a předního východu, tedy dnešní obor blízkovýchodních studií a jazyky pro komerční praxi. V roce 2001 rozšířila nabídku studijních oborů politologie, v roce 2005 byl pak akreditován obor sociologie a rovněž obor mezinárodní teritoriální studia. Mezi nejmladší obory fakulty patří historie a sociální práce. Zmíněné bakalářské a navazující magisterské obory byly do roku 2005 rozšířeny o doktorskou úroveň studia. Akreditace doktorských studijních programů pokračují do současnosti a otevírají možnost studovat na FF i v anglickém jazyce.
Široká paleta studijních oborů se na Fakultě filozofické v souvislosti s moderními trendy neustále rozvíjí. V současné době fakulta připravuje k akreditaci bakalářský program Společnost a politika a navazující magisterské programy Filozofie pro umělou inteligenci a Ekologie člověka.

## Studium
Fakulta filozofická nabízí celkem 27 studijních programů.
Studijní programy Fakulty filozofické ZČU jsou vytvořeny tak, aby vhodně doplňovaly nabídku studijních programů ostatních českých vysokých škol a vycházely vstříc aktuální struktuře vzdělání v zemích Evropské unie. Studium Fakulty filozofické ZČU umožňuje získat kromě vzdělání ve zvoleném programu rovněž kvalitní jazykové znalosti, intelektuální flexibilitu, kreativitu a mezioborový a všeobecně kulturní rozhled, jež jsou zárukou dobrého profesionálního uplatnění na nesmírně dynamickém a proměnlivém trhu práce jednadvacátého století. 
V bakalářském studiu lze studovat prezenčně 12 studijních programů, z nichž je možné 3 studovat také v kombinované formě. V rámci navazujícího magisterského studia lze studovat prezenčně 11 programů, z nichž 1 je přístupný v kombinované formě. Fakulta realizuje i doktorské studium ve 4 studijních oborech, a to jak prezenčně, tak kombinovaně.
Bakalářské studijní programy
- Archeologie (Katedra archeologie)
- Kulturní studia Blízkého východu (Katedra blízkovýchodních studií)
- Cizí jazyky pro komerční praxi – francouzština
- Cizí jazyky pro komerční praxi – němčina
- Cizí jazyky pro komerční praxi – ruština
- Filozofie (Katedra filozofie)
- Humanitní studia (Katedra filozofie)
- Mezinárodní vztahy – teritoriální studia (Katedra politologie a mezinárodních vztahů)
  - specializace Evropská studia
  - specializace Angloamerická studia
- Historie (Katedra historických věd)
- Společnost a politika (Katedra politologie a mezinárodních vztahů + katedra sociologie a sociální práce)
  - specializace Politologie
  - specializace Sociologie
- Sociální a kulturní antropologie (Katedra antropologie)
- Sociální práce (Katedra sociologie a sociální práce)

Navazující magisterské studijní programy
- Archeologie
- Areálová studia: bavorská studia
- Filozofie pro umělou inteligenci
- Humanitní studia
- Kulturní studia Blízkého východu
- Mezinárodní vztahy
- Moderní dějiny
- Politologie
- Sociologie
- Sociální a kulturní antropologie
- Učitelství francouzštiny pro střední školy

Doktorské studijní programy
- Archeologie
- Filozofie a dějiny vědy a techniky
- Moderní dějiny
- Mezinárodní vztahy

## Katedry
- Katedra germanistiky a slavistiky – vedoucí: Ing. Zdeněk Vávra, Ph.D.
- Katedra blízkovýchodních studií – vedoucí: Mgr. Veronika Sobotková, Ph.D.
- Katedra politologie a mezinárodních vztahů – vedoucí: PhDr. Petr Jurek, Ph.D.
- Katedra filozofie – vedoucí: Mgr. Ludmila Dostálová, Ph.D.
- Katedra antropologie – vedoucí: doc. Petr Lozoviuk Ph.D.
- Katedra historických věd – vedoucí: doc. PhDr. Lukáš Novotný, Ph.D.
- Katedra anglického jazyka a literatury – vedoucí: PhDr. Alice Tihelková, Ph.D.
- Katedra archeologie – vedoucí: doc. PhDr. Pavel Vařeka, Ph.D.
- Katedra románských jazyků – vedoucí: PhDr. Helena Horová, Ph.D.
- Katedra sociologie a sociální práce – vedoucí: Mgr. Veronika Hásová

## Děkani fakulty
- prof. Ivo T. Budil, 1999–2005
- doc. Ladislav Cabada, 2005–2009
- doc. Pavel Vařeka, 2009–2017
- PhDr. David Šanc, Ph.D., od 2017[2]

## Významní absolventi
- Helena Houdová
- Jan Latina
- Naděžda Morávková
- Jiří Valenta
- Marek Ženíšek